# Сенная (приток Большой)
Сенная — река в России, протекает по территории Лоухского района Карелии. Устье реки находится в 75 км по правому берегу реки Лопской (Большая). Длина реки составляет 10 км.
Река берёт начало из Сеннозера на высоте 132,6 м над уровнем моря и далее течёт преимущественно в юго-восточном направлении по заболоченной местности.
Втекает на высоте 130,4 м над уровнем моря в реку Лопскую (в верхнем течении — Большая), впадающую в озеро Пажма, являющееся частью Ковдозера. Через последнее протекает река Ковда, впадающая, в свою очередь, в Белое море

## Данные водного реестра
По данным государственного водного реестра России относится к Баренцево-Беломорскому бассейновому округу, водохозяйственный участок реки — Ковда от Иовского гидроузла и до устья. Речной бассейн реки — бассейны рек Кольского полуострова и Карелии, впадает в Белое море.
Код объекта в государственном водном реестре — 02020000612102000001340.